# سائوری کیمورا
سائوری کیمورا (به انگلیسی: Saori Kimura) (زاده ۱۹ اوت ۱۹۸۶) بازیکن تیم ملی والیبال زنان ژاپن است.
سائوری از پر افتخارترین والیبالیست های آسیایی در جهان است. او ۶ دوره قهرمانی اروپا را با باشگاه های مختلف تجربه کرده است.